# Rhagoletis reducta
Rhagoletis reducta är en tvåvingeart som beskrevs av Erich Martin Hering 1936. Rhagoletis reducta ingår i släktet Rhagoletis och familjen borrflugor. Inga underarter finns listade i Catalogue of Life.